# 觸角水蛇
觸角水蛇（学名：Erpeton tentaculatum），又名釣魚蛇，为黃頷蛇科釣魚蛇屬下的一个种。